# Комитски времена
„Комитски времена“ е български телевизионен филм (еротична приказка) от 1989 година, по сценарий и режисура на Николай Акимов. Сценарият е написан по македонска еротична приказка. Оператор е Денолюб Николов. Музиката във филма е композирана от Кирил Илиевски..

## Актьорски състав
| Изпълнител           | Роля                                                           |
| -------------------- | -------------------------------------------------------------- |
| Кирил Варийски       | попът Сотир                                                    |
| Христо Гърбов        | момъкът съсед на поп Сотир и Мария                             |
| Маргарита Карамитева | момата Мария бъдеща жена на поп Сотир и после на момъкът-съсед |
| Владо Николов        |                                                                |
| Стоян Павлов         |                                                                |
| Атанас Кънчев        |                                                                |
| Димо Димов           |                                                                |
| Цветан Димов         |                                                                |